# Príkra
Príkra (węg. Meredély) – wieś (obec) na Słowacji położona w kraju preszowskim (słow. Prešovský kraj), na terenie parku krajobrazowego Karpaty Wschodnie. Pierwsze wzmianki o wsi pochodzą z roku 1618. Znajdująca się tu cerkiew greckokatolicka ma status Narodowego Zabytku Kultury.

## Zabytki
- Drewniana cerkiew greckokatolicka św. Michała Archanioła z 1777.